# Hamidou Dia
Hamidou Dia (Dakar, 4 de agosto de 1953-ibidem, 4 de febrero de 2018) era un escritor, crítico literario y profesor de filosofía senegalés.

## Biografía
Vivió en Lador y estudió filosofía en Dakar y París doctorándose en 1995 en la Universidad Laval. Más tarde consiguió el título de profesor y enseñó en Francia, Canadá y Senegal.

## Obra
- Les Sanglots de l’espoir, 1987
- Le Serment, 1987
- Koumbi Saleh ou Les pâturages du ciel, 1993
- Les Remparts de la mémoire, 1999
- Poètes d’Afrique et de Antilles, 2002
- Poésie africaine et engagement, 2002
- L'Écho des jours, 2008 pr. Cheikh Hamidou Kane
- Présences, 2011